# 랄프 랑니크
랄프 랑니크(독일어: Ralf Rangnick, 1958년 6월 29일 바크낭 ~ )는 독일의 축구 감독이자 단장이다. 현재 오스트리아 축구 국가대표팀의 감독이다.
1980년대 중반부터 독일의 여러 축구팀 감독을 맡았으며 2012년부터 레드불 유한회사의 축구팀인 레드불 잘츠부르크, RB 라이프치히, 뉴욕 레드불스, 레드불 브라간치누의 단장을 맡았으며 2015년, 2018년에 한 시즌 동안 RB 라이프치히의 감독을 맡기도 했다. 2020년 7월, 그는 레드불의 스포츠 총괄 책임자 자리에서 사임하며 레드불과 작별했다. 과거 아마추어 축구선수로서 수비형 미드필더로 뛰었다. 현재 오스트리아 축구 국가대표팀의 감독직을 수행하고 있다.

## 초기 경력
랑니크는 VfB 슈투트가르트에서 축구를 시작하였지만, 아마추어 팀 이상으로 승격되지 못하였고, 하위 리그에서만 활동하였다. 그의 수준에서, 잉글랜드의 브라이튼의 대학교에 단기간 유학 중에 사우스윅의 아마추어 팀을 포함하여, 그는 소규모 클럽에서 활약할 수밖에 없었다.
그는 SSV 울름 1846의 유소년 팀을 1980년대 초에 맡으면서 감독직에 데뷔하였다. 그는 빌토리아 바크낭의 선수 겸 감독을 맡았고 그 뒤 리폴츠바일러의 감독을 맡았다. 그는 축구화를 벗은 뒤, 그는 1988년에 SC 코르프의 감독을 2년간 맡고, 그가 처음 축구를 했던 VfB 슈투트가르트의 아마추어 팀 감독이 되었다.
랑니크는 1995년 SSV 로이틀링겐의 감독을 맡기 전까지 VfB 슈투트가르트의 아마추어와 청소년팀 감독을 1990년대초에 겸임하였다. 그는 첫 시즌에 4위로 마감하였고, 시즌을 성탄절까지 승격권까지 올리는 좋은 모습으로 시작하였다. 그러나, 1997년에 그의 전 클럽인 SSV 울름 1846으로 이적함에 따라 시즌을 다 채우지 못하였다.
SSV 울름 1846은 당시 남부 레기오날리가의 팀이었고, 1996-97 시즌 불과 6위로 종료하였지만, 이듬해 리그 우승과 승격을 이루어냈다. 랑니크는 울름을 분데스리가의 역대 최고 위치까지 올려놓았다.
하지만, 겨울 이적시장 기간 동안, 그는 1부 리그의 VfB 슈투트가르트와 차 시즌 계약을 하였다. 이것은 시즌 말까지 기밀로 되어있었으나, 2월에 공공으로 유출되고 말았다. 이 폭로로 인해 팀은 평정심을 잃었고 3월에 감독직을 사임하여 VfB 슈투트가르트의 잔여 5게임에서 감독을 맡았다.

## 분데스리가 감독직
드디어, 랑니크는 이전에 아마추어 선수와 감독을 맡았던 팀의 1군 코치가 되었다. 그의 첫 분데스리가 풀 시즌인 1999-2000 시즌은 놀랍게도 8위로 마감하였으나, 다음 시즌은 더욱 어려운 고비를 만났다. DFB-포칼 준결승과 UEFA 컵 16강 (UEFA 인터토토컵을 거쳐)에 진출하였지만, 전반 종료 무렵 팀은 강등권까지 하락하였다. 그가 2001년 2월에 유럽대항전에서 탈락했을때, VfB 슈투트가르트는 랑니크를 해임하였다.
다음 시즌 랑니크는 새 감독직을 얻었다. 당시 2. 분데스리가에 속해 있던 하노버 96의 감독에 취임하여, 첫 시즌을 성공적으로 마무리하였다. 2부리그에서 1위로 13년 만에 1부리그 복귀에 성공시켰다. 하노버의 분데스리가 복귀 원년 성적은 11위로 마감하였다. 그러나, 2003-04 시즌 팀 내의 분열로 인해, 2004년 3월, 랑니크는 보루시아 묀헨글라트바흐에 0-1로 패한 후 해임되었다.

## FC 샬케 04, 그 후
독일 국가대표팀 감독의 수석코치직을 요아힘 뢰프에게 내 준 이후, 랑니크는 유프 하인케스가 2004-05 시즌을 몇주 앞두고 떠난 FC 샬케 04의 감독을 맡았다. 랑니크는 UEFA 인터토토컵을 통하여 UEFA 컵의 자리를 획득하는데 성공하였다. 그는 팀이 조별리그를 통과하도록 지도하였지만, 녹아웃 토너먼트에서 샤흐타르 도네츠크를 만나 패하였다. DFB-포칼은 그보다 성공적이었고, 결승전까지 갔으나 FC 바이에른 뮌헨에 2-1로 패하였다. 바이에른은 이어서 샬케를 리그 준우승으로 떨궜다.
다음 시즌, VfB 슈투트가르트를 리가포칼에서 1-0으로 격파해 개인적 복수를 하는 등 좋은 시작을 보였다. 그들의 지난 시즌 2위는 UEFA 챔피언스리그 2005-06 조별리그 진출권 획득도 할 수 있었으며, 랑니크는 처음으로 이 명성 높은 대회에 참여하였다. 하지만, 팀은 16강 진출에 실패하였고, 분데스리가 선두와 10점차로 뒤지는가 하면, DFB-포칼에서 아인트라흐트 프랑크푸르트에 0-6으로 완패하였다. 겨울 휴식기가 시작되기 직전, 랑니크는 해임되었다.
랑니크는 하부 리그의 감독으로 추락하였다. 2006-07당시 레기오날리가 남부에 속한 TSG 1899 호펜하임의 감독을 맡았다. 그는 또다시 이 레벨의 리그에서도 능숙한 지도자임을 확인할 수 있었다. 호펜하임은 2007-08 시즌 팀은 2부리그로 승격하였고, 시즌을 2위로 마감하여 또다시 2008-09 시즌을 기점으로 1부리그에 오르게 되었다.
2011년 1월 1일, 랑니크는 루이스 구스타부의 FC 바이에른 뮌헨 이적 확정이 보고되지 않음에 따라 사임하였다.
2011년 3월, 랑니크는 펠릭스 마가트를 대신하여 FC 샬케 04의 감독이 되었다. 몇주 후, 랑니크는 FC 인테르나치오날레 밀라노를 UEFA 챔피언스리그 8강에서 만나 합계 7-3으로 꺾고 준결승에 올라왔다.
2011년 9월 22일, 랑니크는 만성 피로 증후군으로 샬케 감독직을 그만두었다.

## 기록

### 선수

#### SSV 울름 1846(1982~1983)
- 3. 리가 : 1982-83

### 감독

#### SSV 울름 1846(1997~1999)
- 독일 4. 레기오날리가 우승 : 1996-97

#### VfB 슈투트가르트(1990~1994, 1999~20001)
- U19 분데스리가 : 1991-92

- UEFA 인터토토컵 우승 : 2000

#### 하노버 96(2001~2004)
- 독일 2. 분데스리가 우승 : 2001/02

#### FC 샬케 04(2004~2005, 2011)
- 분데스리가 준우승 : 2004-05
- DFB 포칼 우승 : 2010-11, 준우승 : 2004-05
- DFL 슈퍼컵 : 2011
- DFB 리가포칼 : 2005

#### RB 라이프치히(2015~2016, 2018~2019)
- DFB 포칼 준우승 : 2018-19

## 트리비아
- 1998년 12월 독일의 스포츠 쇼 프로그램에 출연하여, 그의 경기 전략을 블랙보드에 설명하였고, 그 일로 인해 현재까지 '축구 교수'라는 별명이 따라다닌다.
- 그는 EA 스포츠에서 출시한 "풋볼 매니저 11"의 독일 버전 커버에 찍혀있다.
- 랑니크는 학교 교사이기도 하다. '나는 학업을 마치고 나면 언젠간 800 페이지 짜리 찰스 딕킨스의 하드 타임즈(Hard Times) 책을 읽어볼 수 있을 것이다, 나는 잉글랜드에 더 오래 머물러야 했었다.'라고 언급하였다.